# Roma Agrawal
Roma Agrawal (Nueva York, marzo de 1983) es una ingeniera estructural estadounidense radicada en Londres. Ha trabajado en varios proyectos de ingeniería como la torre The Shard, es directora asociada de la compañía AECOM y miembro del Instituto de Ingenieros Civiles del Reino Unido. Es además promotora de la inclusión de las mujeres en áreas de ingeniería.

## Educación
Creció en Nueva York y en Mumbai, India. Se mudó a Londres para estudiar una carrera universitaria, en el año 2004 obtuvo una licenciatura en física en la Universidad de Oxford y en 2005 se graduó con una maestría en ingeniería estructural en el Escuela Imperial de Londres.

## Carrera
En el año 2005 comenzó a trabajar para la firma de diseño e ingeniería Parsons Brinckerhoff y en 2011 se unió como asociada en el Instituto de Ingenieros Estructurales. Por más de seis años fue una de las diseñadoras de los cimientos para la torre The Shard, ubicada en Londres, también trabajó en el diseño y construcción de la estación de trenes Crystal Palace y en un puente peatonal para la Universidad de Northumbria. Desde mayo de 2017 es directora asociada de la compañía AECOM, dedicada a la consultoría en varias áreas de la construcción. En 2018 fue designada Miembro de la Orden del Imperio Británico y ese mismo año fue admitida como miembro del Instituto de Ingenieros Civiles, una asociación independiente de profesionales de la construcción e ingeniería civil del Reino Unido, con sede en Londres. Ha apoyado a la difusión de la ciencia e ingeniería entre los niños, siendo cofundadora de la campaña Your Life Campaign. En febrero de 2018 publicó el libro Built: the Hidden Stories Behind our Structures, que aborda una introducción a la ingeniería estructural, el libro fue reseñado positivamente por el periódico británico The Guardian. Fue elegida en 2013 como una de las 35 mujeres de la revista Management Today, que reunió a todas las promotoras de la industria de la construcción.

### Premios y reconocimientos
- 2018: Miembro de la Orden del Imperio Británico[7]
- 2017: Premio Rook de la Royal Academy of Engineering, por la difusión pública de la ingeniería[12]
- 2017: Premio Lewis Kent del Instituto de Ingenieros Estructurales[13]
- 2015: Premio a la excelencia en ingeniería[14]
- 2014: Premio «mujeres en construcción»[15]
- 2011: Premio «ingeniero del año» del Instituto de Ingenieros Estructurales[16]